# Rich Robinson
Rich Robinson (Atlanta, 24 maggio 1969) è un chitarrista rock/blues statunitense membro e cofondatore, insieme al fratello Chris, del gruppo dei Black Crowes.

## Storia
Rich e il fratello Chris fondarono nel 1984 il gruppo "Mr. Crowes Garden", che in seguito avrebbe cambiato nome in "The Black Crowes". Rich, tra l'altro, compose a 15 anni il brano She Talks to Angels, che sarebbe diventato una delle hit dei Black Crowes, pubblicato nell'album di esordio del gruppo Shake Your Money Maker (1990). Lo stile chitarristico di Robinson fu grandemente influenzato da gruppi come Rolling Stones, The Allman Brothers Band e Led Zeppelin, e dal chitarrista folk Nick Drake.
Dopo la pubblicazione dell'album Lions dei Black Crowes, il gruppo cessò le attività per qualche tempo. In questo periodo, Rich diede inizio a un proprio progetto musicale, fondando il gruppo degli Hookah Brown insieme a John Hogg (voce, basso, chitarra e tastiere), Bill Dobrow (batteria) e Fionn O Lochlainn (basso, chitarra, voce e piano elettrico). Il gruppo arrivò a pubblicare solo alcuni demo, ma si esibì in numerose occasioni dal vivo in molte località degli Stati Uniti.
Nel 2003 gli Hookah Brown si sciolsero, e Robinson continuò a suonare dal vivo insieme a diverse formazioni, spesso accompagnato da Bill Dobrow e Gordie Johnson (bassista, ex-Big Sugar). Nell'agosto dello stesso anno Robinson pubblicò un proprio album solista intitolato Paper, con la collaborazione di Joe Magistro (batteria), Eddie Harsch (tastiere), Donnie Herron (fiddle, violino) e il figlio Taylor Robinson  (percussioni).
Sempre negli anni 2000 Robinson si esibì diverse volte dal vivo con un'altra formazione chiamata Circle Sound, che comprendeva Luther Dickinson dei North Mississippi All-Stars, Bill Dobrow, Sven Pipien (Black Crowes) e Rob Clores (Black Crowes), e collaborò con Patti Smith per l'album Twelve (aprile 2007).
Nel 2005 i fratelli Robinson suonarono assieme in un concerto a Las Vegas che costituì il primo passo verso la ricostituzione dei Black Crowes; nello stesso anno, infatti, i Black Crowes tornarono a esibirsi dal vivo, e dalle loro esibizioni fu raccolto il materiale per l'album dal vivo Freak 'n' Roll Into The Fog. Ancora con Chris, ma non col nome di Black Crowes, i Robinson pubblicarono nel 2007 un altro album dal vivo, Brothers of a Feather: Live at the Roxy, registrato al Roxy Theatre di Hollywood. La reunion dei Crowes fu ufficializzata nel 2009 dalla pubblicazione di un nuovo album in studio, Before the Frost...Until the Freeze.

## Da solista
Album in studio
- 2004 - Paper

Live
- 2007 - Brothers of a Feather: Live at the Roxy